# O’Jay Ferguson
O’Jay Ferguson (ur. 17 października 1993) – bahamski lekkoatleta urodzony na Jamajce, sprinter specjalizujący się w biegu na 400 metrów, wielokrotny medalista CARIFTA Games. 
Rekordy życiowe: stadion – 46,14 (24 marca 2012, El Paso) rekord Bahamów juniorów; hala – 47,17 (25 stycznia 2014, Boston).

## Osiągnięcia
| Rok  | Impreza                                           | Miejsce       | Konkurencja             | Lokata     | Wynik   |
| ---- | ------------------------------------------------- | ------------- | ----------------------- | ---------- | ------- |
| 2010 | CARIFTA Games                                     | George Town   | sztafeta 4 × 400 metrów | 2. miejsce | 3:10,69 |
| 2010 | Mistrzostwa Ameryki Środkowej i Karaibów juniorów | Santo Domingo | bieg na 400 metrów      | 5. miejsce | 47,87   |
| 2010 | Mistrzostwa Ameryki Środkowej i Karaibów juniorów | Santo Domingo | sztafeta 4 × 400 metrów | 4. miejsce | 3:12,98 |
| 2011 | CARIFTA Games                                     | Montego Bay   | bieg na 400 metrów      | 1. miejsce | 46,49   |
| 2012 | CARIFTA Games                                     | Hamilton      | bieg na 400 metrów      | 1. miejsce | 47,32   |
| 2012 | CARIFTA Games                                     | Hamilton      | sztafeta 4 × 400 metrów | 1. miejsce | 3:09,23 |
| 2012 | Mistrzostwa świata juniorów                       | Barcelona     | bieg na 400 metrów      | półfinał   | 47,02   |
| 2012 | Mistrzostwa świata juniorów                       | Barcelona     | sztafeta 4 × 400 metrów | eliminacje | 3:08,96 |
| 2013 | Mistrzostwa Ameryki Środkowej i Karaibów          | Morelia       | sztafeta 4 × 400 metrów | 2. miejsce | 3:02,66 |
| 2013 | Mistrzostwa świata                                | Moskwa        | sztafeta 4 × 400 metrów | eliminacje | 3:02,67 |
| 2017 | Mistrzostwa świata                                | Londyn        | sztafeta 4 × 400 metrów | eliminacje | 3:03,04 |